# 폰사완 고등학교
폰사완 고등학교는 라오스 북부의 씨엥쿠앙 주, 폰사완에 있는 국립 고등학교 중 하나이다. 이 학교는 Paek District, Xieng Khouang Province에 위치하며, 학생수 2,200여명, 교사수 110명 수준의 고등학교이다. 교장 1명, 교감 4명.
주변으로는 체육국, 보건국, 몽골-라오 친선병원등이 위치하며, 항아리평원까지는 뚝뚝(이동수단)을 이용 10분정도 소요된다. 공항까지는 뚝뚝 이용 10~15분, 버스터미널 까지는 20분정도 소요된다. 수학,영어,과학 등의 정규과목이 개설되어 있고, 컴퓨터등의 방과후 교육이 있다.